# Гексагидроксид-бис(сульфат) трижелеза-калия
Гексагидроксид-бис(сульфат) трижелеза-калия — неорганическое соединение,
основная соль калия, железа и серной кислоты
с формулой KFe3(SO4)2(OH)6,
жёлтые кристаллы.

## Получение
- В природе встречается минерал ярозит[1] — KFe3(SO4)2(OH)6 с примесями натрия и селена.

## Физические свойства
Гексагидроксид-бис(сульфат) трижелеза-калия образует жёлтые кристаллы
тригональной сингонии,
пространственная группа R 3m,
параметры ячейки a = 0,7304 нм, c = 1,7268 нм.